# Thiakry

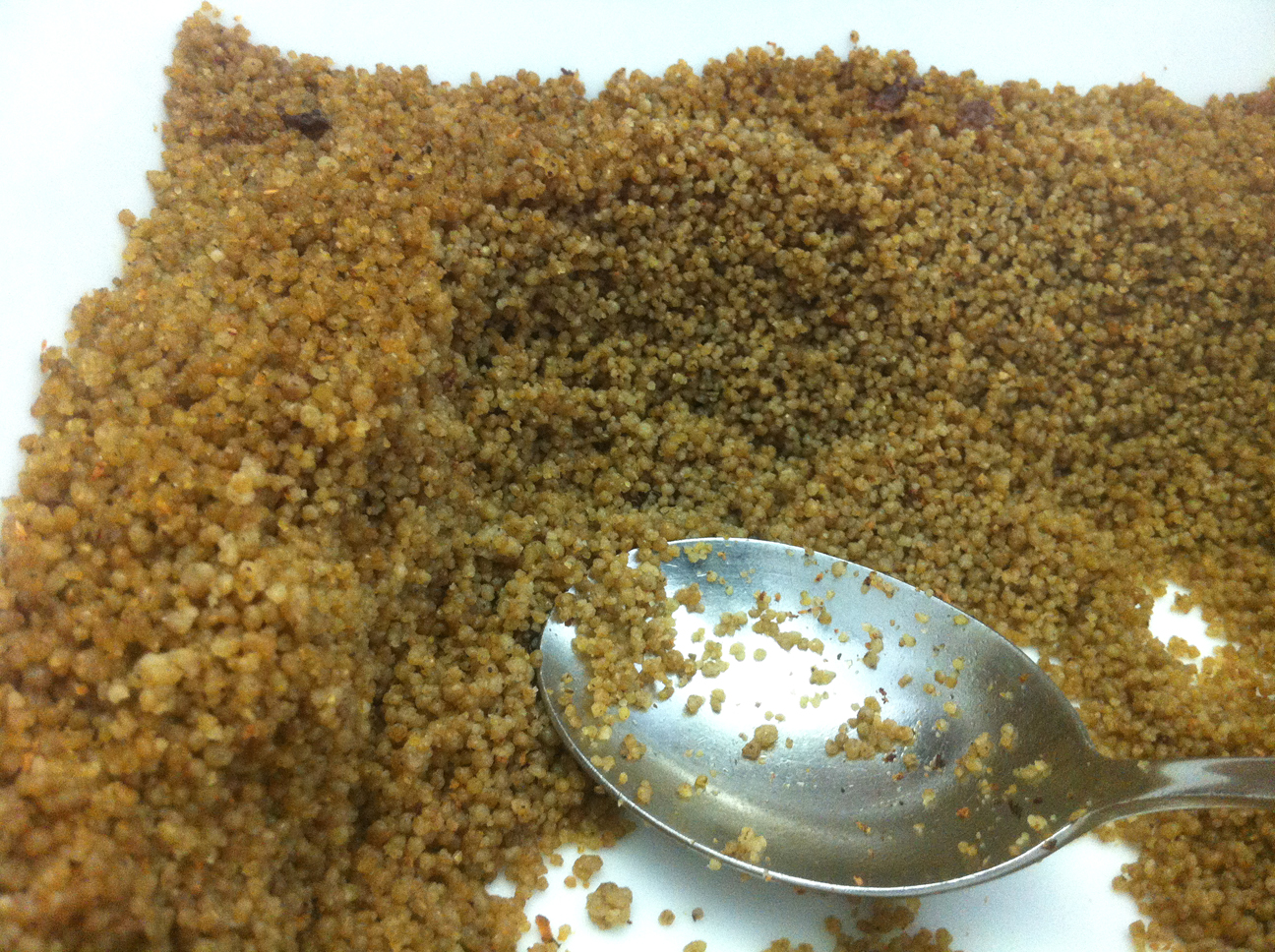
Thiakry de Senegal

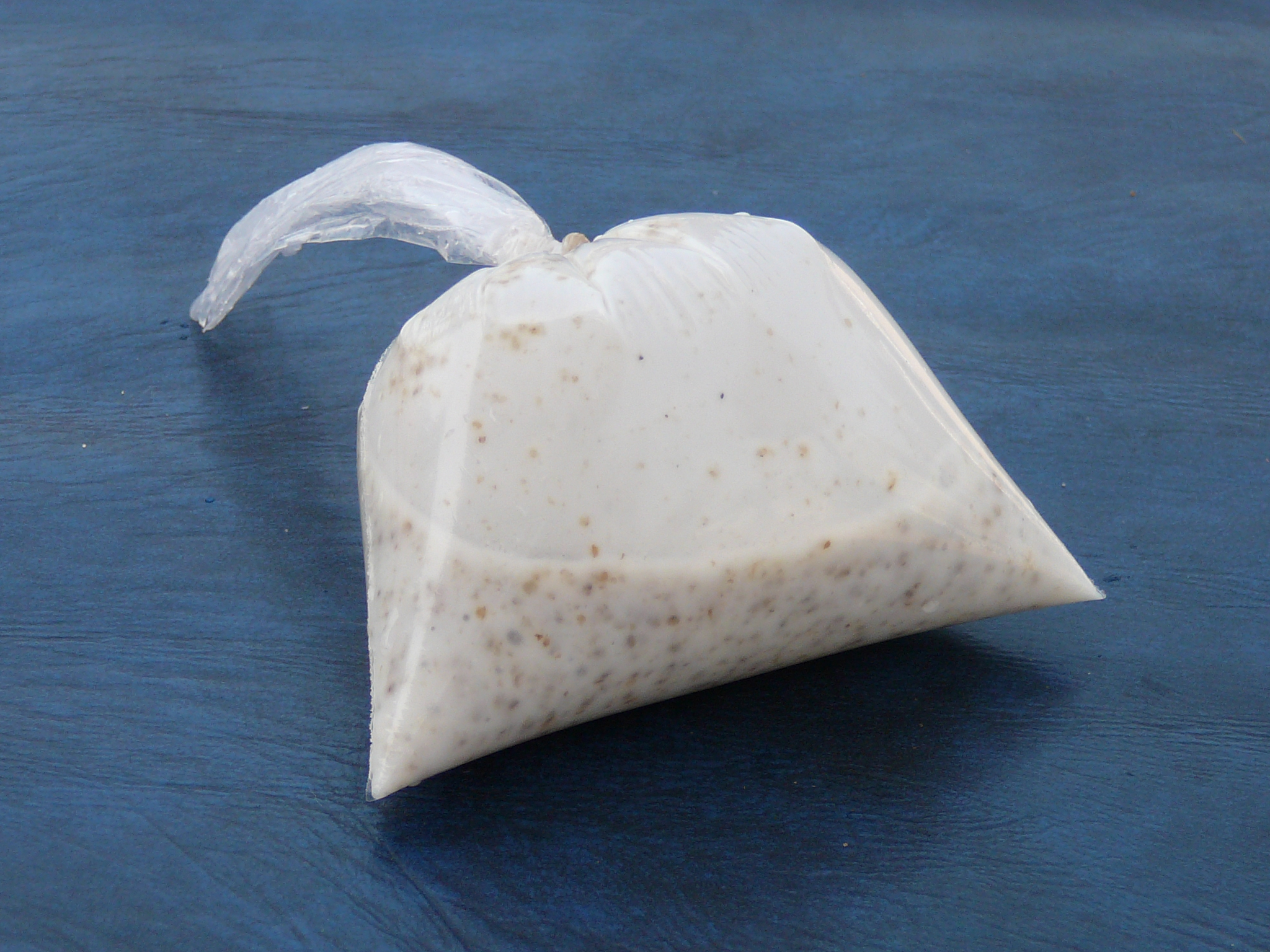
Thiakry de Gambia

Thiakry (también deletreado como thiacry o chakery) es un plato dulce de cuscús hecho de mijo y comido en África Occidental. El término thiakry tiene mayor uso en Senegal, mientras que en Malí, Mauritania y Costa de Marfil es conocido como dégué.
El trigo o gránulos de mijo están mezclados con leche, leche condensada azucarada o yogur, así como fruta seca como pasas, coco, y especias como nuez moscada. En Senegal los frutos secos sirven como adornos de este postre.